# Ipiales
Ipiales ist eine Gemeinde (municipio) im Departamento de Nariño im Südwesten Kolumbiens, nur 5 km von der Grenze zu Ecuador entfernt.
Ipiales wird auch die Stadt der drei Vulkane genannt (la ciudad de los tres volcanes), da man von Ipiales aus die drei Vulkane Cumbal, Chiles und Azufral sehen kann.
Größte Sehenswürdigkeit im Gebiet von Ipiales ist die Wallfahrtskirche Las Lajas (voller Name: El Santuario de la Virgen del Rosario de Las Lajas en Ipiales). Die Kirche ist außerhalb des Ortes auf einer Brücke über einer Schlucht errichtet, der Altar ist direkt in den Felsen hinein gebaut.
Ipiales ist Sitz des Bistums Ipiales.

## Geographie
Ipiales liegt im Südwesten Kolumbiens in der Provinz Obando im Departamento de Nariño auf 2900 m Höhe gelegen in der Hochebene Altiplano de Túquerres e Ipiales im Nudo de los Pastos, etwa 80 km von Pasto entfernt. Die Gemeinde grenzt im Norden an Pupiales, Gualmatán und Contadero, im Süden an die Provinzen Carchi und Sucumbíos in Ecuador, im Westen an Aldana, Cuaspud sowie an Carchi und Sucumbíos in Ecuador und im Osten an Córdoba, Potosí sowie an Orito und Valle del Guamuez im Departamento de Putumayo.

## Bevölkerung
Die Gemeinde Ipiales hat 151.533 Einwohner, von denen 112.350 im städtischen Teil (cabecera municipal) der Gemeinde leben (Stand: 2019). Die meisten Einwohner sind Mestizen und Indigenas. 

## Geschichte
Es ist unklar, wann genau Ipiales gegründet wurde. Eine Hypothese ist eine natürliche Entwicklung vom indigenen Dorf zur spanischen Siedlung. Andere Hypothesen benennen spanische Gründungen und Umsiedlungen zwischen 1585 und 1615. Die gesamte Kolonialzeit war von der Implementierung der spanischen Sprache, Kultur und Produktionsweise geprägt. Nach der Unabhängigkeit wuchs langsam die Bedeutung von Ipiales. Ab 1881 war am Grenzübergang an der Rumichacha-Brücke eine Zollstation, was Ipiales zum wichtigsten Grenzübergang nach Ecuador machte.

## Wirtschaft
Die Nähe zur Grenze verleiht der Stadt ihre wirtschaftliche Bedeutung. Insbesondere findet sich Einzelhandel. Viele Ecuadorianer machen Tagesausflüge nach Ipiales, um dort in einem der vielen Kleidungsgeschäfte günstig einzukaufen. Es gibt Programme, die die industrielle Produktion für den Export fördern sollen. Daneben spielen Landwirtschaft und Tierhaltung eine wichtige Rolle, insbesondere im ländlichen Teil der Gemeinde.

## Infrastruktur

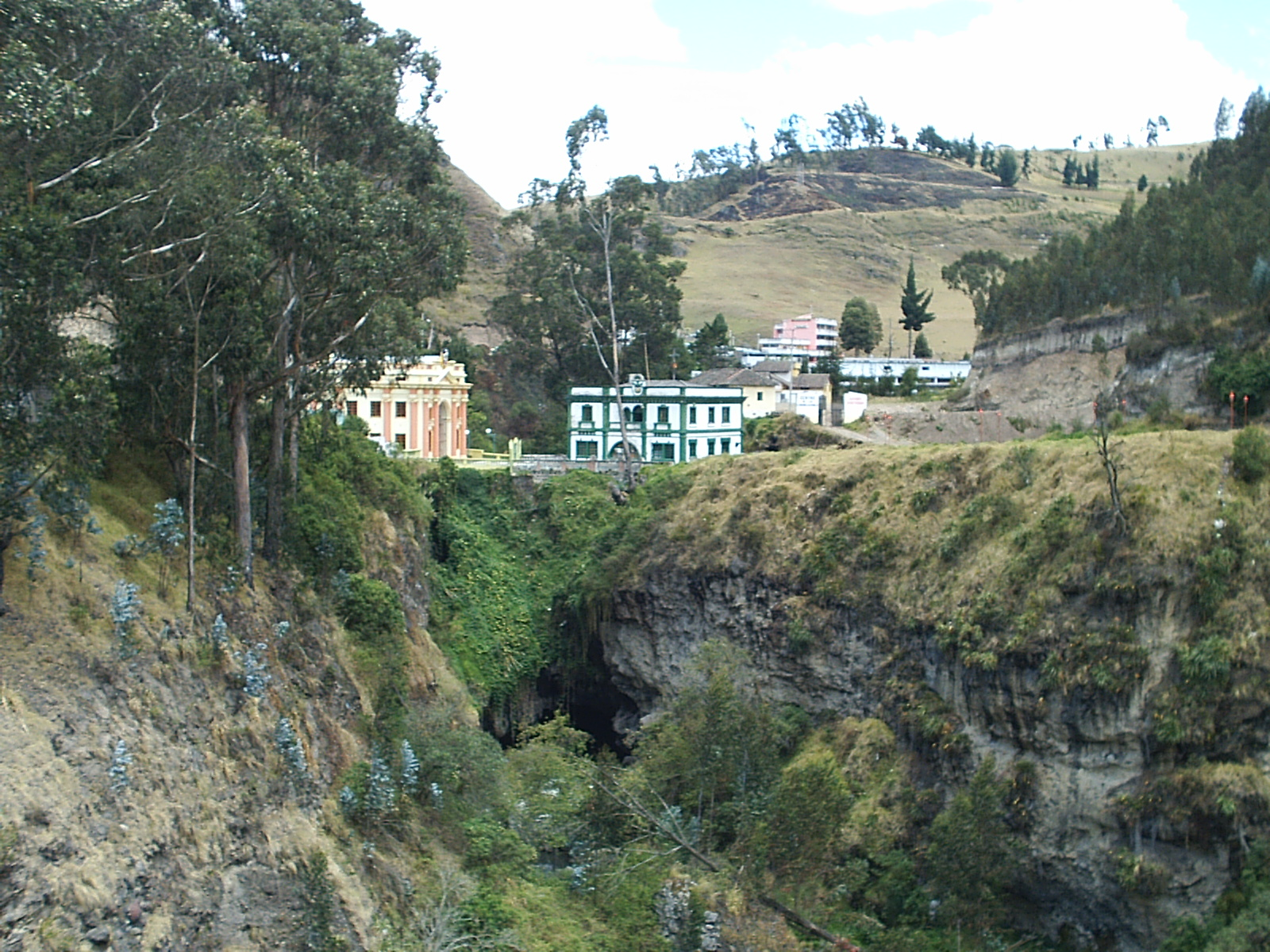
Rumichaca-Brücke

Ipiales liegt an der Panamericana, die Ipiales mit dem Landesinneren Kolumbiens sowie durch die Brücke Rumichaca über den Río Guáitara mit Tulcán in der Provinz Carchi in Ecuador verbindet. Ipiales verfügt über den San Luis Airport, der von Bogotá, Cali und Puerto Asís aus angeflogen wird. Der Flughafen liegt auf dem Gebiet der Nachbargemeinde Aldana.

## Söhne und Töchter der Stadt
- Jorge Mora Caldas (1928–2021), Jurist und Historiker
- Gustavo Parra Arévalo (* 1963), Komponist
- Robinson Chalapud (* 1984), Radrennfahrer